# Kulturpalast
Le Kulturpalast Dresden (Palais de la Culture de Dresde) est un bâtiment de style moderne construit par Wolfgang Hänsch à l'époque de la République démocratique allemande. Plus grande salle polyvalente de Dresde lors de son ouverture en 1969, elle est utilisée pour des concerts, des spectacles de danse, des conférences et autres événements. Le bâtiment est restauré pendant plusieurs années à partir de 2012 et rouvre avec une nouvelle salle de concert en avril 2017.
Contrairement aux autres bâtiments de la place Altmarkt, le Kulturpalast n'est pas conçu dans le style international. Il fait face à la Wilsdruffer Straße et forme la deuxième partie de la place Altmarkt, et occupe environ 600 mètres carrés de superficie à l'est de la Schloßstraße et au sud-ouest de Neumarkt à proximité, qui fait l'objet d'un projet de reconstruction depuis 2005. Le bâtiment est au centre de la vieille ville historique, qui a été en grande partie détruite lors de l'incendie de Dresde le 13 février 1945.

## Histoire

### Projet et construction
Le Kulturpalast est conçu comme un bâtiment socialiste classique. Les dirigeants de RDA souhaitent ériger un immeuble de grande hauteur dans le style des gratte-ciel staliniens à Moscou. En 1950, la RDA publie Les seize principes de conception urbaine, dont les principaux sont une place centrale, des immeubles de grande hauteur formant un paysage urbain et de larges avenues principales ; le Kulturpalast était destiné à remplir la fonction de bâtiment "dominant". Cette version complète du projet n'a jamais été construite.
Le projet est retravaillé et on s'oriente vers un bâtiment cubique de deux étages basé sur les plans de Leopold Wiel. Il est prévu de construire un troisième étage et une tribune pour les défilés sur Ernst-Thälmann-Straße (de), mais cela n'a jamais été réalisé.
Grâce à un parquet basculant, la salle de bal multifonctionnelle originale du Kulturpalast pouvait être utilisée soit comme un auditorium de 2435 places avec des rangées de sièges montantes, soit comme une zone de banquet de même niveau. Le bâtiment comprenait également un studio-théâtre de 192 places, des salles de classe, des salles de répétition et de représentation, des bureaux et un restaurant.
La nouvelle salle de concert, installée lors de la reconstruction de 2012-2017, compte moins de places mais est conçue pour mieux convenir à son locataire principal, l'Orchestre philharmonique de Dresde. En plus du hall principal, le bâtiment abrite désormais la branche principale des Bibliothèques municipales de Dresde et un espace utilisé par un groupe de cabaret.
On a un panneau mural sur le côté ouest du bâtiment, de 30x10,5 mètres, conçu par Gerhard Bondzin (de) et créé en 1969 par un groupe de travail de l'Académie des Beaux-Arts de Dresde. La peinture murale, intitulée Der Weg der roten Fahne (Le chemin du drapeau rouge), est constituée de dalles de béton recouvertes de verre coloré,. Au premier étage se trouve une frise de 45x1,9 mètres de Heinz Drache et Walter Rehn, intitulée Unser sozialistisches Leben (Notre vie socialiste).
Les cinq portes d'entrée principales ont été conçues par Gerd Jaeger en 1969 et représentent le développement de Dresde de puis le village de pêcheurs jusqu'à la grande ville. Les portes ont été coulées en bronze par Pirner & Franz à Dresde.

### Orgue
L'inclusion d'un orgue dans la salle de concert de l'État n'était pas évidente dans l'Allemagne communiste des années 1960, car la musique d'orgue était associée aux églises. Cependant, un orgue est installé en 1970 peu de temps après l'ouverture du bâtiment. L'orgue d'origine, construit par Jehmlich Orgelbau Dresden, était basé sur un châssis mobile afin qu'il puisse être déplacé sur et hors de la scène. L'orgue mesurait 7,4x7,4x1,5 mètres. Lorsque le Kulturpalast est rénové en 2012, l'orgue est démonté et réinstallé dans l'église Sainte-Marie à Cottbus.
Un nouvel orgue est installé en septembre 2017 Construit par Hermann Eule Orgelbau Bautzen, il est plus grand que l'original.

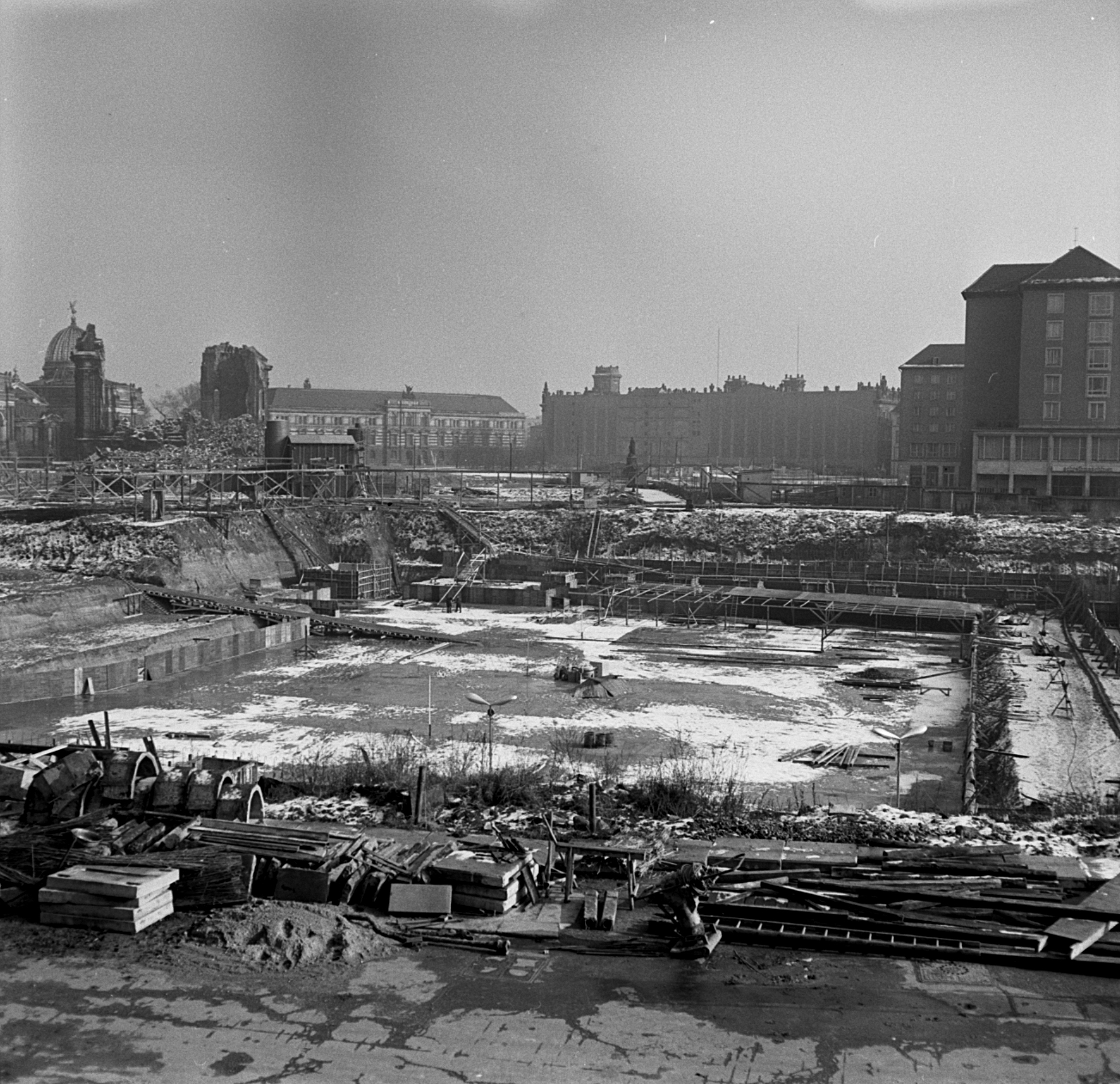
Fondations du Kulturpalast (1967).
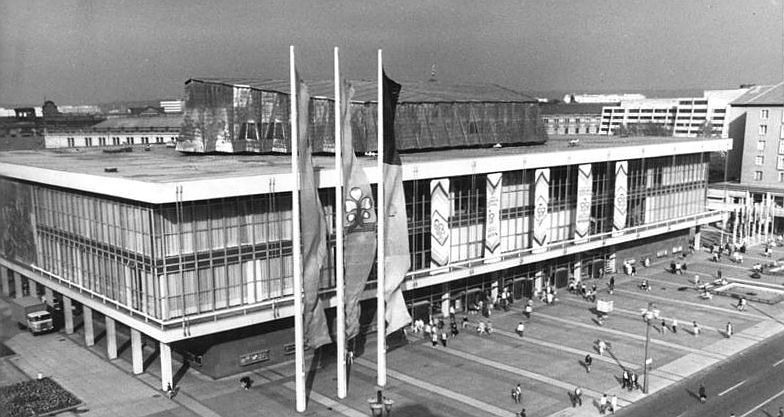
Kulturpalast (1985).
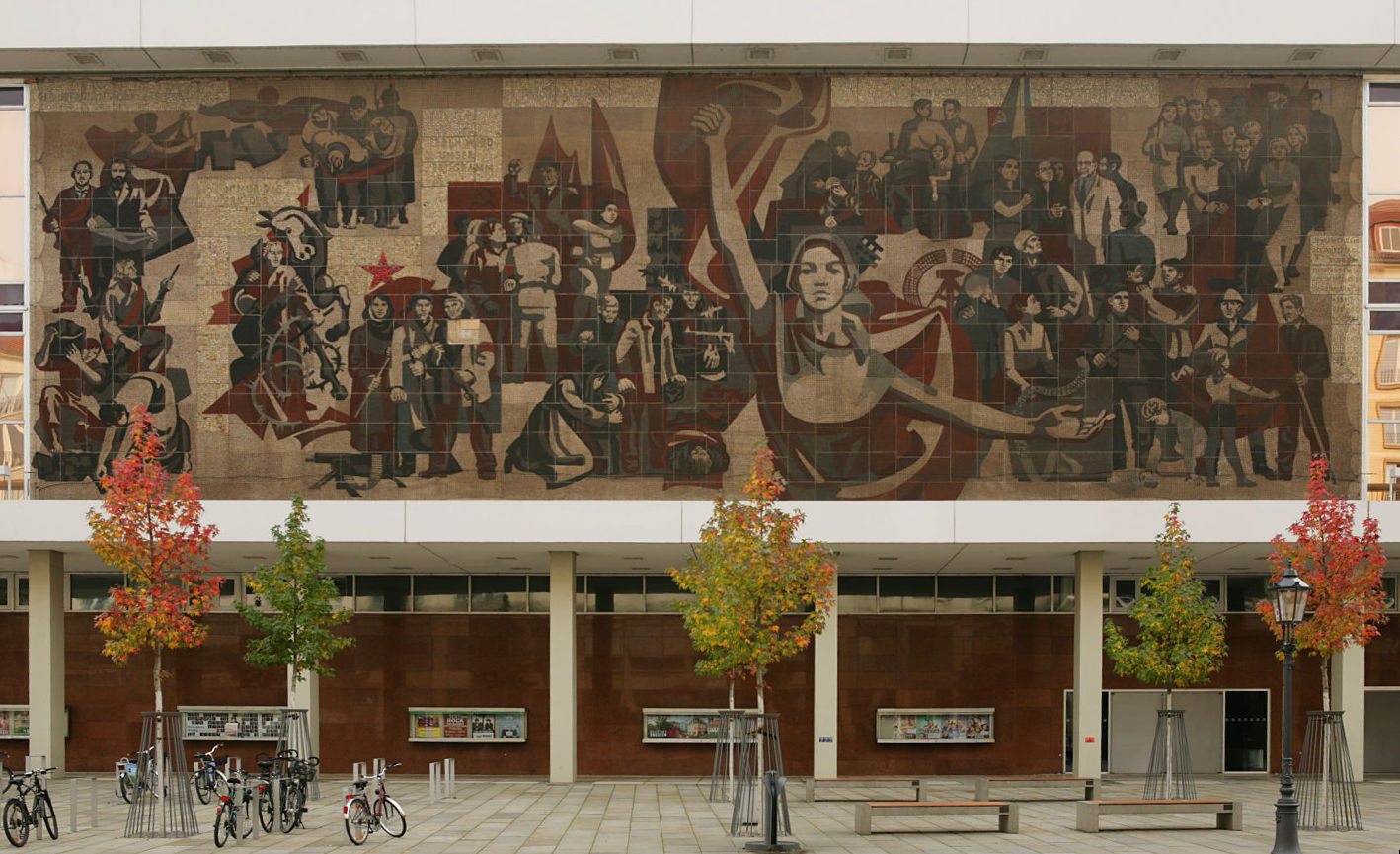
Der Weg der roten Fahne.
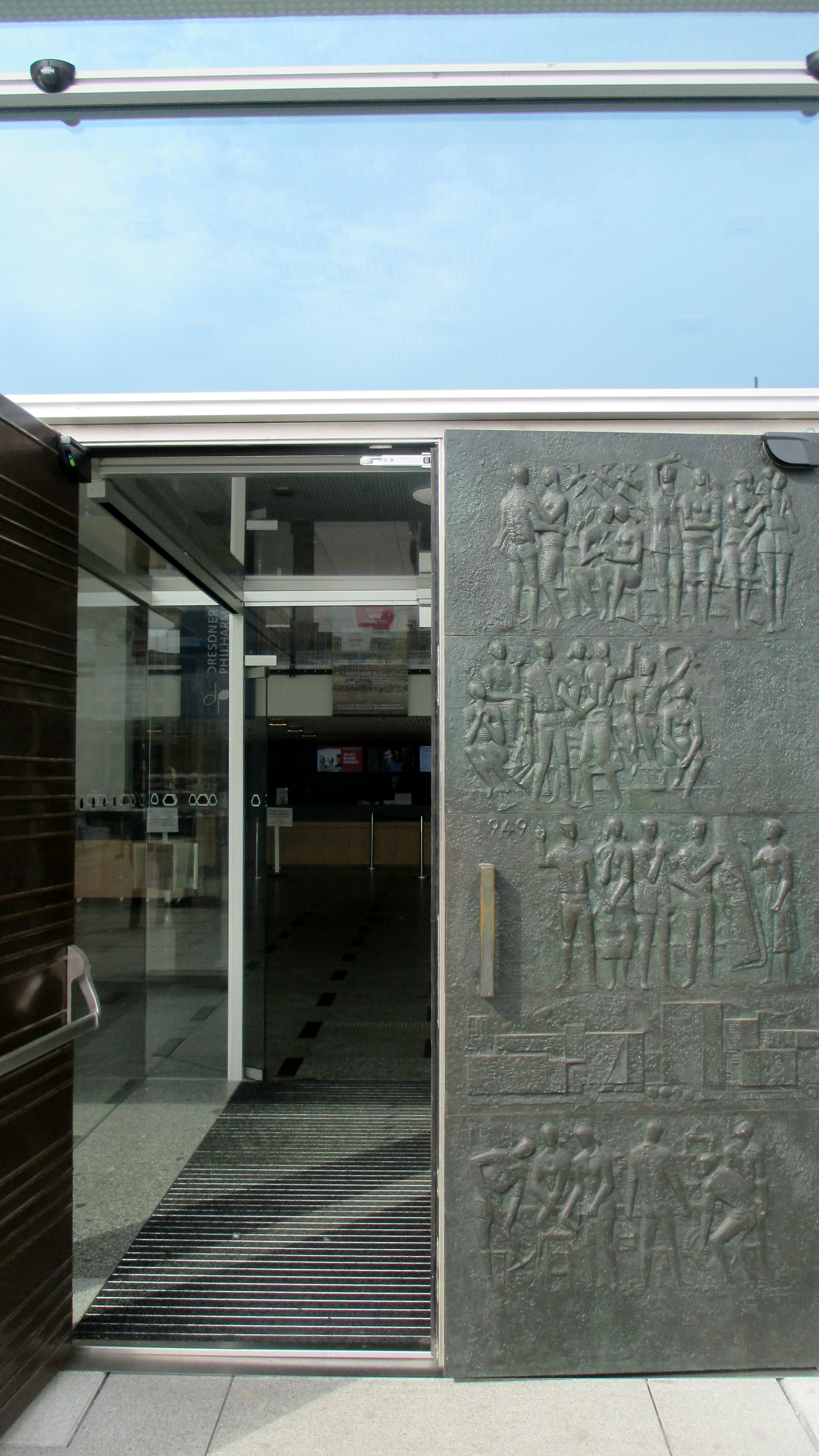
Porte d'entrée après rénovation.
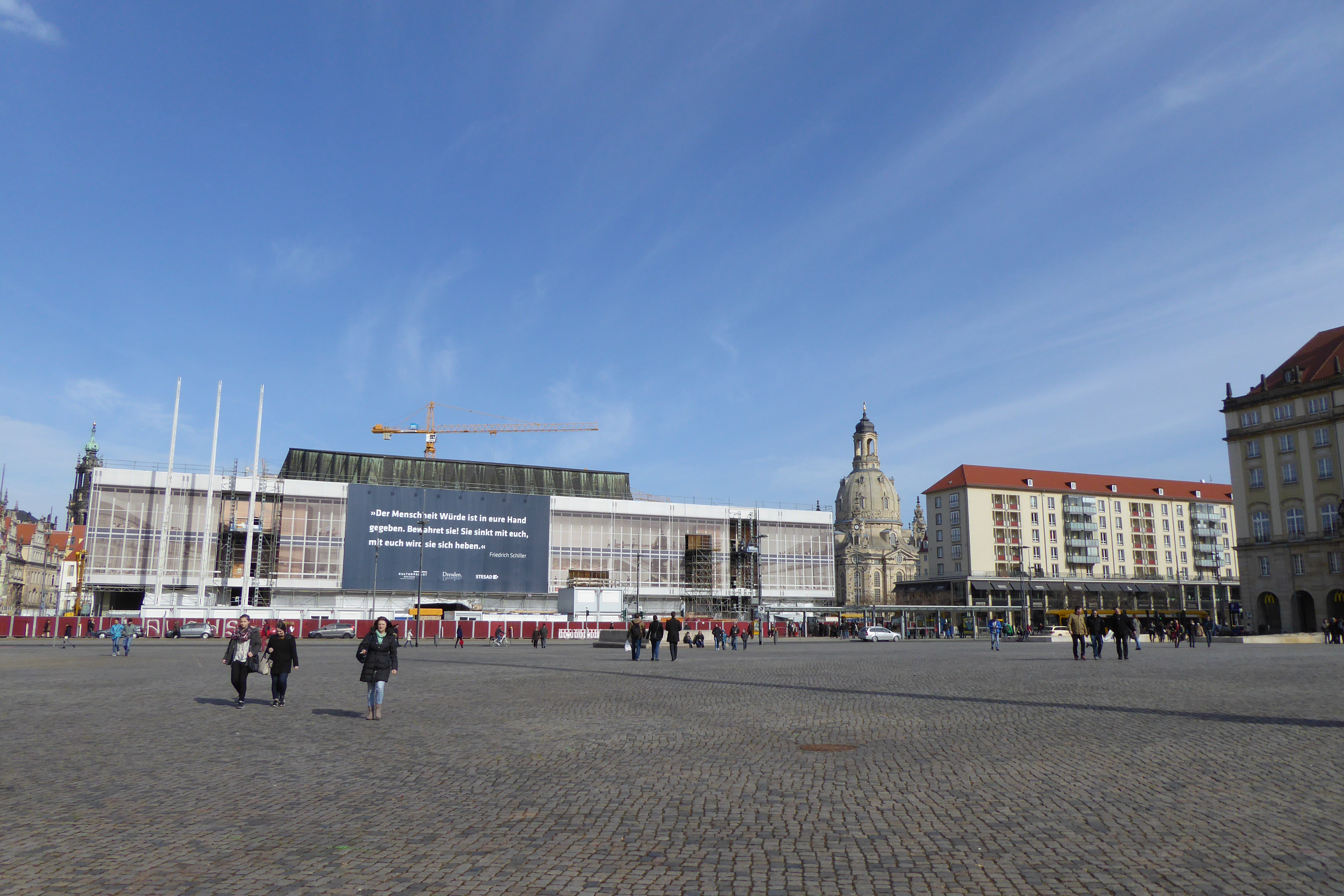
Vue sur l'Altmarkt jusqu'au Kulturpalast.
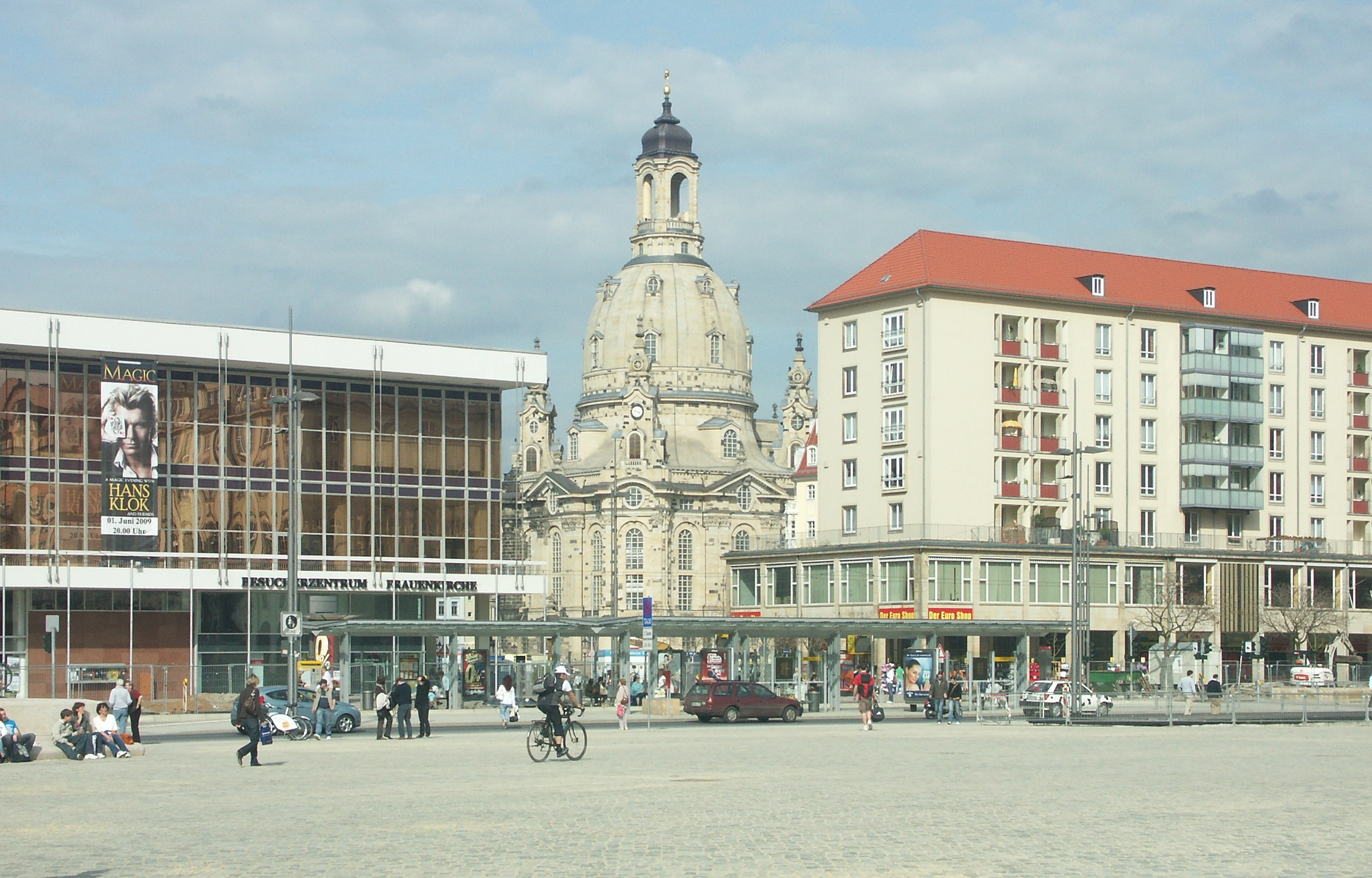
Gros plan avec la Frauenkirche et un immeuble à Wilsdruffer Straße, 2009.
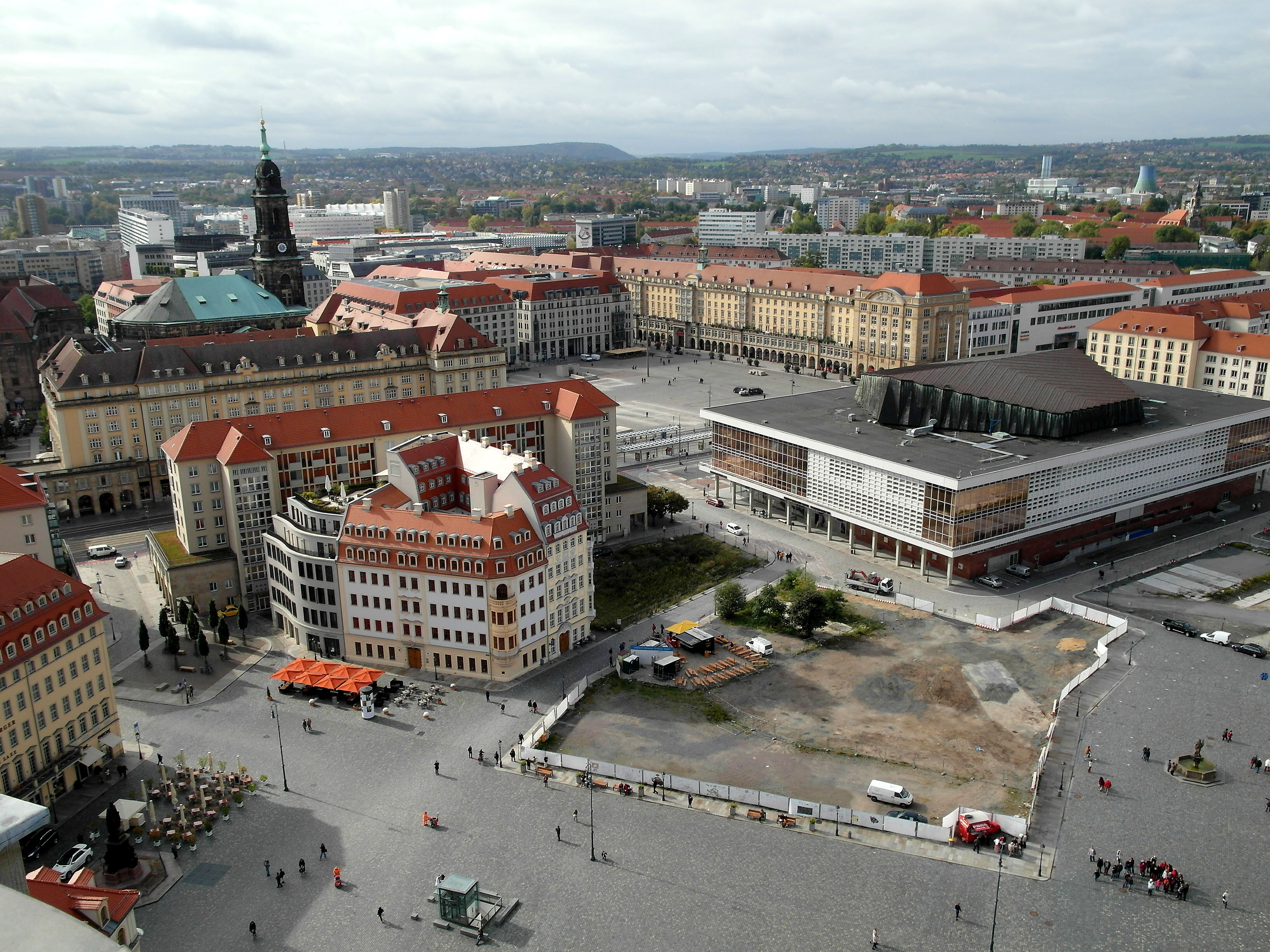
Vue depuis la Frauenkirche sur le Neumarkt renaissant, le Kulturpalast et l'Altmarkt, 2012.
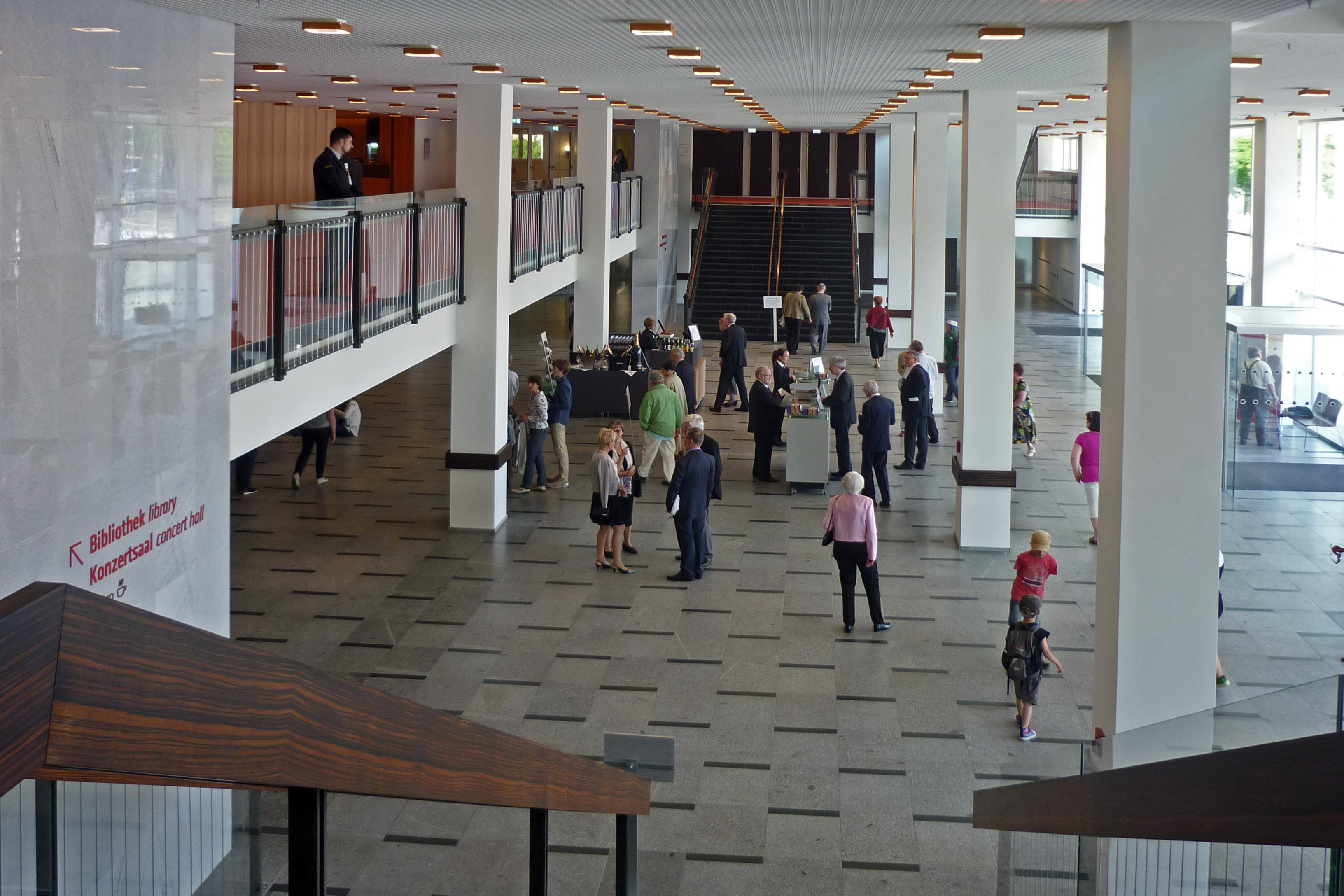
Foyer.
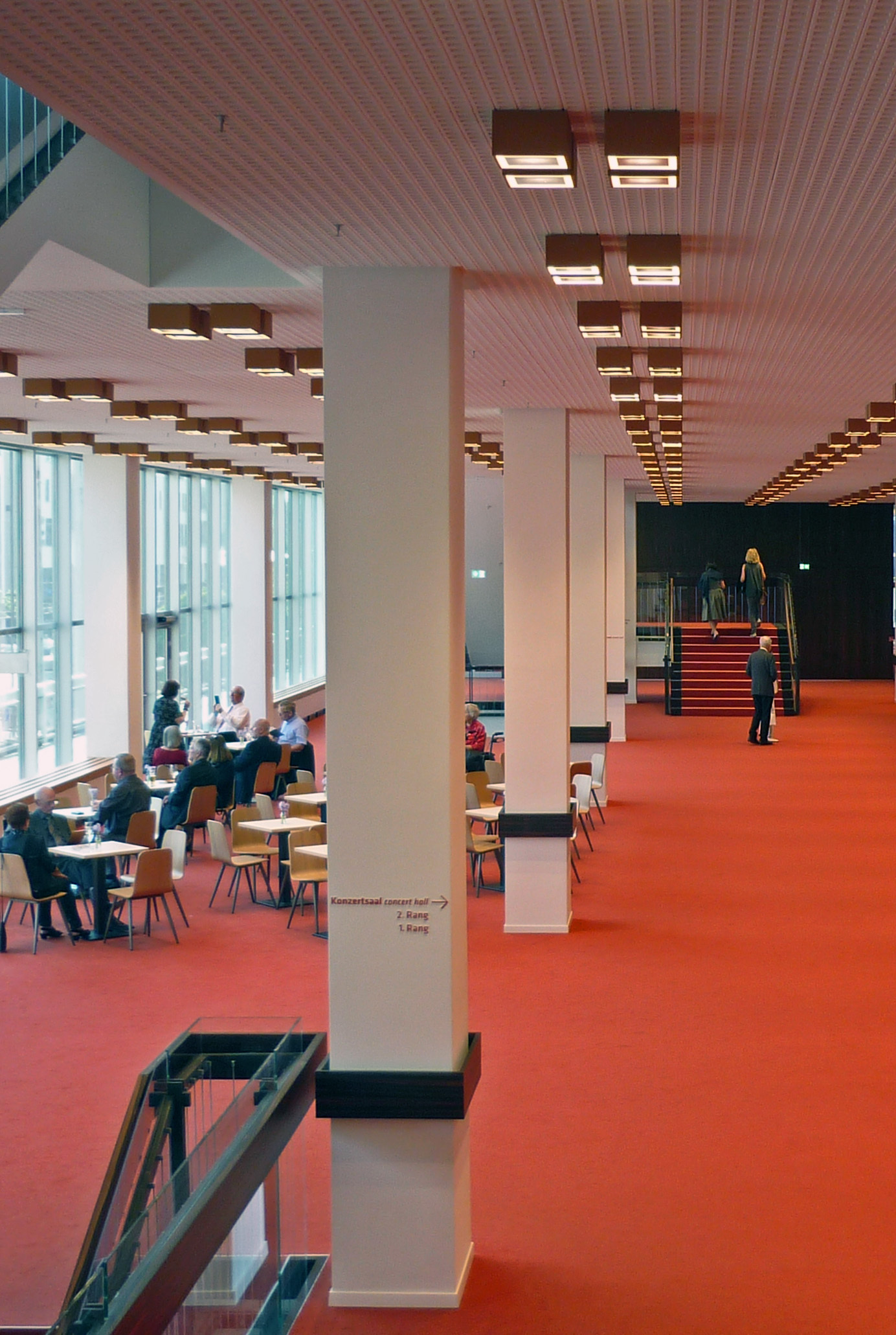
Premier étage avec la frise murale Unser sozialistisches Leben.
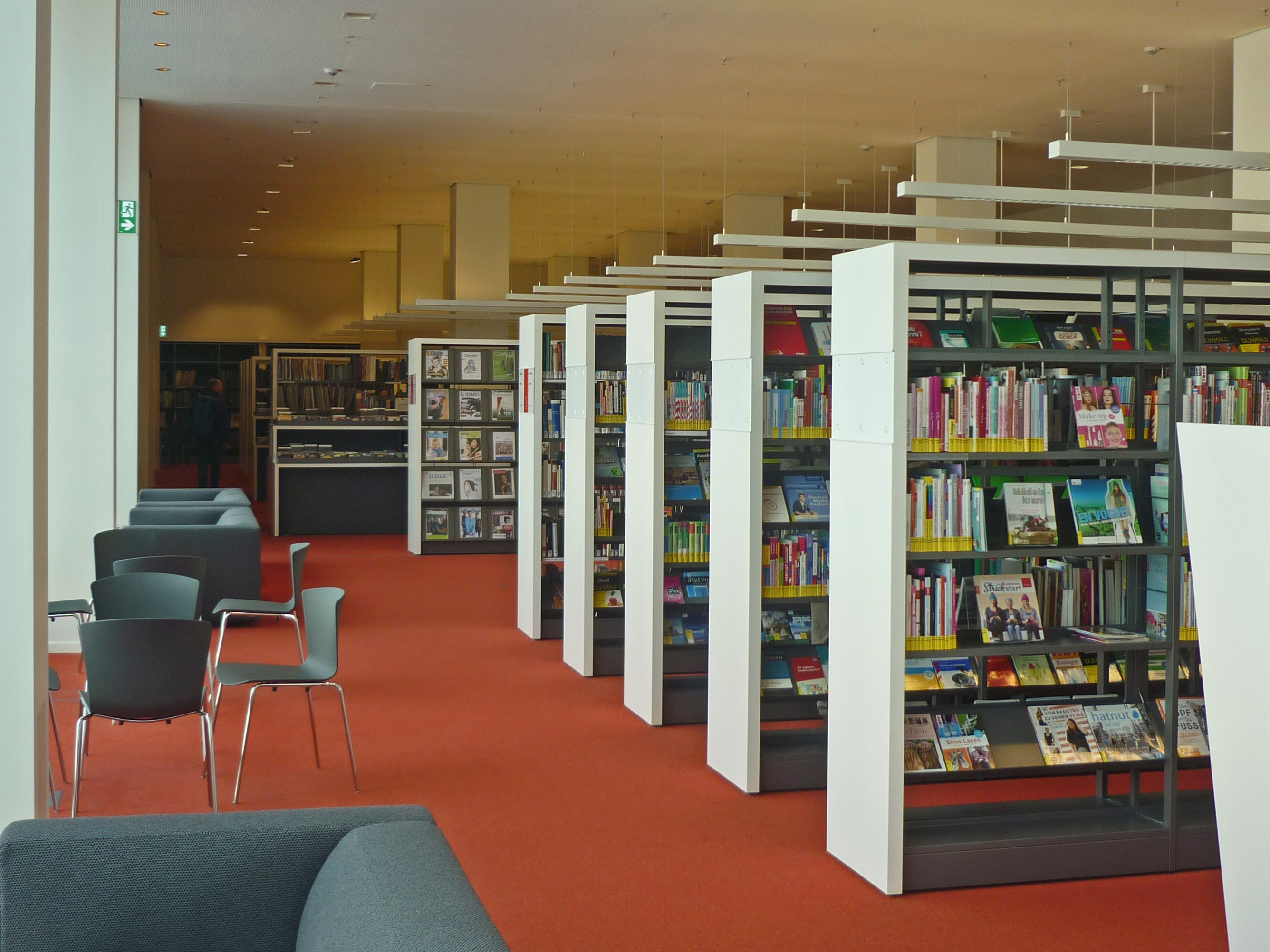
Bibliothèque centrale des bibliothèques municipales.
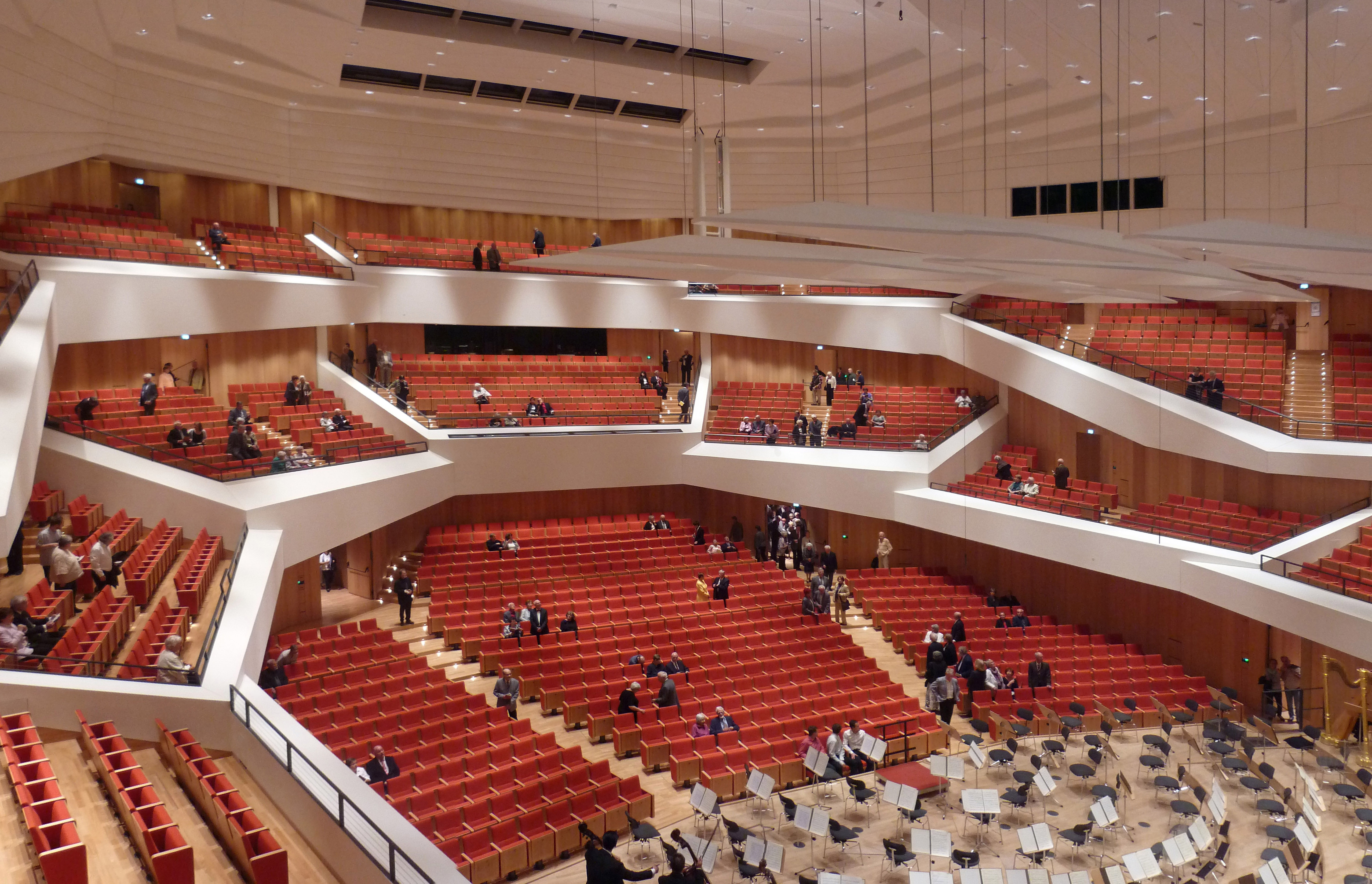
La nouvelle salle de concert.
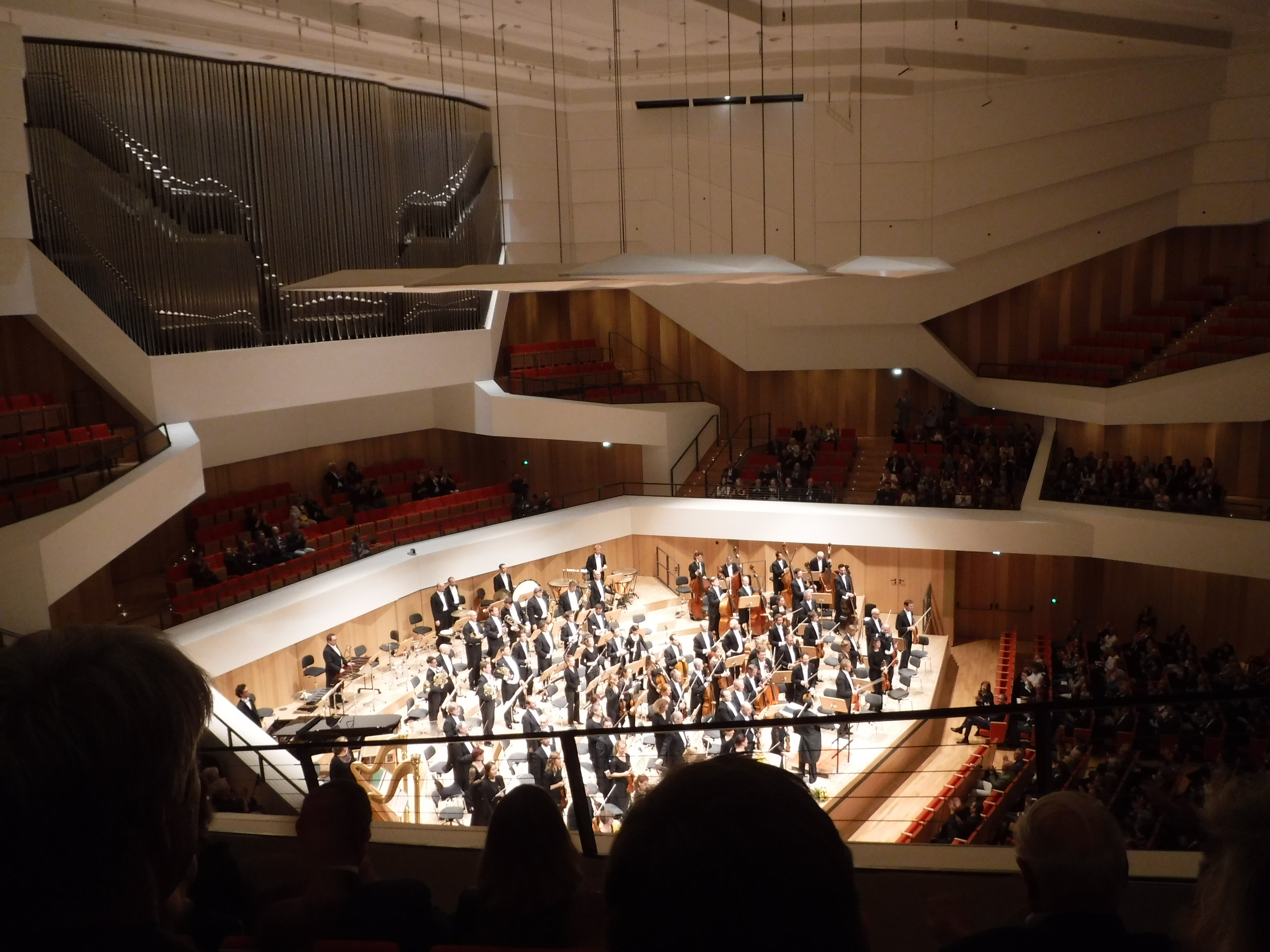
La Philharmonie de Dresde avec le nouvel orgue.